# 契苾何力
契苾何力（？—677年），唐朝初年名将，铁勒契苾部人。契苾，或译为「解批」、「契弊」、「车鼻施」等。

## 生平
出身铁勒契苾部首领世家，哥论易勿施莫贺可汗之孙。何力幼年时其父莫贺特勤契苾葛去世，他袭位時年方九岁，号“大俟利发”。率部在热海（今伊塞克湖）一带游牧。

### 降唐
唐太宗贞观六年（632年），与母率部众六千余户归降唐朝，就地置贺兰州，封其弟契苾沙门为刺史，其母为姑臧夫人。被封为左领军将军，驻守凉州。贞观九年（635年），跟随凉州都督李大亮率部参加对吐谷浑的战争。次年，会战于赤水川（今青海省兴海县东南黄河西岸唐乃亥一带），追击吐谷浑可汗至突伦川（今新疆且末西），破其牙帐，奋战力俘吐谷浑王慕容伏允，俘其妻儿，获得头功，被调往长安任北门宿卫、检校屯营事，以宗室女临洮县主下嫁。贞观十四年（643年），为葱山道副大总管与交河道行军大总管侯君集率突厥、契苾数万骑，参加灭高昌之战。
贞观十六年（642年），契苾何力在回乡省亲、巡抚旧部之时被反叛的部众绑架至薛延陀。被执至薛延陀可汗夷男牙账，严辞拒绝招降，割耳明志，忠于唐朝。唐太宗不惜以公主（新兴公主）下嫁为条件换回他。契苾何力回国后竭力劝说唐太宗不要许婚，以免日后白白替薛延陀夷男可汗巩固地位。担任右骁卫大将军。贞观十九年（645年），作为唐军前军总管随太宗参加了伐高句丽的战争，督战白岩城（今辽宁辽阳东北）。在征讨高句丽的战争中，身先士卒冲锋陷阵，乱阵中腰部被敌方勇士高突勃以长矛刺伤，尚辇奉御薛万备单枪匹马杀入万军中救出契苾何力，契苾何力更加意气奋怒，包扎上伤口再次冲杀，所部胡族骑兵们也跟进奋击，大破高丽军，乘胜追击几十里。胜十数倍于己之敌。后任左骁卫大将军，昆丘道副总管，率铁勒十三部兵十万，作为阿史那社尔的副手参加对龟兹、于阗等国的征讨。贞观二十二年（648年）为昆丘道总管，领兵攻击龟兹，生擒龟兹王诃梨布失毕及诸首领。贞观二十三年（649年），太宗逝世后，契苾何力与阿史那社尔一起，欲以身殉葬，为唐高宗劝止。

### 高宗时期
永徽二年（651年），在唐朝灭西突厥汗国的战斗中，他任弓月道行军大总管。统兵八万西突厥阿史那贺鲁。显庆二年（657年），升左骁卫大将军。
唐高宗显庆、龙朔年中，与苏定方等人屡次征讨高句丽。龙朔元年（661年），任辽东道行军大总管，征高句丽。因漠北铁勒诸部发生骚动，充铁勒道安抚大使，漠北，安辑诸部，平九姓铁勒，擒叶护、设等二百人归。乾封元年（666年），高句丽大将盖苏文死，众子争权，国中内乱。唐高宗诏契苾何力任辽东道大总管兼安抚大使，作为李勣副手攻克平壤，擒获高句丽宝藏王。战后，封镇军大将军、行左卫大将军、凉国公、检校右羽林军。
仪凤二年（677年），契苾何力去世，唐高宗将其陪葬昭陵，追赠辅国大将军、并州都督，谥号烈。

## 家庭
契苾何力三子：长子契苾明，左鹰扬卫大将军、镇军大将军、行左屯卫将军、兼贺兰都督、袭爵凉国公；次子契苾光，武则天时官至右豹韬卫将军，为酷吏所杀；三子契苾贞，官至司膳少卿。契苾何力有孙特进凉国公行道州别驾契苾嵩，尚临洮县主，封张掖郡公。契苾明有女嫁左屯卫将军、皋兰州都督浑某。契苾光子契苾嵚，太子通事舍人、张掖县开国男；契苾嵚子吏部常选契苾尚宾。

## 延伸阅读
[在维基数据编辑]
 《舊唐書/卷109》，出自刘昫《舊唐書》
 《新唐書·卷110》，出自《新唐書》